# Šest Gósvámích z Vrindávanu
Šest Gósvámích z Vrindávanu je skupina šesti vaišnavských duchovních učitelů (áčárjů), kteří jsou nejvýznamnějšími následovníky Čaitanji Maháprabhua. Zasloužili se o ustanovení vaišnavské kultury prostřednictvím psaní duchovní literatury, budování svatých míst ve Vrindávanu, v místě Kršnových zábav. Působili v 15. a 16. století. Ve Vrindávanu se věnovali oddané službě Čaitanjovi Maháprabhuovi o němž je ve Védách řečeno, že je Kršna samotný.
- Šríla Sanátana Gósvámí (1488–1558)
- Šríla Rúpa Gósvámí (1493–1564)
- Šríla Džíva Gósvámí (1513 – 1598)
- Šríla Gópála Bhatta Gósvámí (1503–1578)
- Šríla Raghunátha Bhatta Gósvámí (1505–1579)
- Šríla Raghunátha Dása Gósvámí (1495–1571)

## Šríla Sanátana Gósvámí
Šríla Sanátana Gósvámí (1488–1558) je známý jako hlavní žák Šrí Čaitanji. Spolu se svým mladším bratrem Rúpou Gósvámím byli předními následovníky Šrí Čaitanji, avšak dříve dříve byli zaměstnaní ve vládě muslimského vládce navaba Husajna Šáha. Po setkání se Šrí Čaitanjou se chtěli plně věnovat oddané službě a opustit svá místa v politice. Muslimský vládce navab Husajn Šáh propustil Šrí Rúpu, ale Šrí Sanátanu si ponechal a nedovolil mu odejít. Později byl Sanátana vsazen do vězení ze kterého nakonec uprchl. Ve Varánasí se opět setkal se Šrí Čaitanjou, kde od Něho dostal zasvěcení.
Čaitanja Maháprabhu osvítil Sanátanu poznáním o oddané službě Kršnovi. Šrí Čaitanja dal Sanátanovi pokyn psát knihy o oddané službě, ustanovit správnou vaišnavskou etiketu, instalovat Božstva a zavést správné uctívání a znovuobnovit ztracená svatá místa ve Vrindávanu. Oba bratři, Rúpa a Sanátana Gósvámí, Jeho pokyny splnili a usadili se ve svaté zemi Vrindávanu, kde oba napsali velké množství duchovní literatury.
Mezi nejznámější díla Sanátany Gósvámího patří Šrí Brihad Bhagavatámrita, Hari Bhakti Vilása, Dašama-tippaní (komentář k desátému zpěvu Šrímad Bhágavatamu) a Dašama-čarita.
Šrí Brihad Bhagavatámrita má dvě části, které pojednávají o vykonávání oddané služby Kršnovi. První část popisuje analytické studium oddané služby a také obsahuje popisy různých planet ve vesmíru (nebeské planety) a duchovních planet. Druhá část popisuje slávu duchovního světa. Dále popisuje oddanou službu, duchovní svět, lásku ke Kršnovi což je nejvyšší duchovní cíl. Každá část má sedm kapitol, dohromady tedy dílo obsahuje čtrnáct kapitol. Hari Bhakti Vilása obsahuje dvacet kapitol a jedná se knihu, kde je podrobně popsána vaišnavská etiketa.
Sanátana Gósvámí ve Vrindávanu instaloval božstva Madan-móhana a postavil pro Ně dodnes slavný chrám.

## Šríla Rúpa Gósvámí
Šríla Rúpa Gósvámí (1493–1564) byl mladší bratr Sanátany Gósvámího. Již od raného věku byli oba bratři velmi vzdělaní. Šrí Rúpa je známý jako bhakti-rasáčárja neboli "ten, kdo zná duchovní nálady čisté oddané služby". Je řečeno, že Šrí Rúpa je z šesti Gósvámích z Vrindávanu nejpřednější. Poté, co se svým bratrem Sanátanou opustili svá místa ministrů u muslimského vládce se připojili ke Šrí Čaitanjovi Maháprabhuovi. Šrí Rúpa Gósvámí se setkal se Šrí Čaitanjou na místě zvaném Dašášvamédha Ghát, kde ho Šrí Čaitanja poučil o závěrech oddané služby. Hovořili spolu po deset dní a Šrí Čaitanja mu dal pokyn, aby odešel do Vrindávanu a aby společně se Sanátanem napsali hodně knih o vaišnavismu.
Rúpa Gósvámí byl odborníkem v psaní veršů, které měli velice důvěrný význam. Šrí Čaitanja velice chválil jeho verše a Šrí Rúpa uměl psát přesně podlé přání Šrí Čaitanji. Podle jeho pokynů napsal Šrí Rúpa dvě knihy, nazvané Lalita-mádhava a Vidagdha-mádhava což jsou divadelní hry.
Mezi ostatní významné knihy Šríly Rúpy patří: Šrí Bhakti-rasámrita sindhu, Udžvala-nílamani, Dána-kéli-kaumudí, Laghu Bhagavatámrita, Mathura-mahima, dvě básnické sbírky Stavamálá a Padjávalí, Góvinda Virudávalí, Šrí Upadéšámrita a další.
Šrí Bhakti-rasámrita sindhu je nejznámější kniha Rúpy Gósvámího. Dává pokyny jak rozvinout oddanou službu Kršnovi. Název v překladu znamená "nektar získaný z oceánu oddanosti". Stejně jako se oceán dělí na čtyři části (severní, jižní, západní a východní), dělí se i tato kniha na čtyři části a každá část se dělí na několik tzv. laharí (vln). V první (východní) části Púrva-vibhága je popis rozvoje kršna-bhakti. Jsou zde popsány zásady oddané služby a jejího vykonávání, extáze oddané služby a dosažení kršna-prémy (lásky k Bohu). Tato část obsahuje čtyři laharí (vlny). Druhá (jižní) část, která se jmenuje Dakšina-vibhága popisuje nálady vztahu pocházejícího z oddané služby. Je tam také popis stavů na velmi vysoké úrovni oddané služby. Tato část obsahuje pět laharí. Ve třetí (západní) části zvané Paščima-vibhága je popis hlavních duchovních nálad, které pocházejí z oddanosti. Je zde také popsán služebnický vztah, dále přátelský, rodičovský a nakonec milostný vztah mezi Kršnou a Jeho oddanými. Tato část obsahuje také pět laharí (vln). Čtvrtá (severní) a poslední část zvaná Uttara-vibhága popisuje nepřímé nálady oddanosti. V této části je devět laharí.
Čaitanja Maháprabhu dal Rúpovi i Sanátanovi Gósvámím pokyn, aby obnovili ztracená místa Kršnových zábav v oblasti Vradži (Vrindávanu) a aby zavedli uctívání božstev. Šríla Rúpa Gósvámí uctíval ve Vrindávanu božstvo Šrí Govindadéva.

## Šríla Džíva Gósvámí
Šríla Džíva Gósvámí (1513 – 1598) byl synovec Rúpy a Sanátany. Od svého útlého věku se zajímal o Šrímad Bhágavatam. V Navadvípu studoval sanskrt a obešel celou oblast známou jako Navadvíp-dhám, což je posvátné místo narození Šrí Čaitanji. Poté sanskrt studoval ve Váránasí pod vedením Madhusúdany Vačáspatiho. Po dokončení studií odešel do Vrindávanu, kde přijal útočiště u svých slavných strýců, Rúpy a Sanátany Gósvámích. Šrí Džíva Gósvámí byl úžasným filozofem a učitelem a je řečeno, že sestavil nejméně dvacet pět knih mezi nimiž je nejznámější jeho dílo Šat Sandarbha (Šrí Bhágavata Sandarbha).
Šrí Bhágavata Sandarbha známá také jako Šat-sandarbha (šest sandarbh) se skládá ze šesti částí. První část, Tattva-sandarbha vysvětluje, že Šrímad Bhágavatam je autorizovaný důkaz Absolutní Pravdy, druhá sandarbha s názvem Bhagavat-sandarbha vysvětluje, že Nejvyšší Bůh je osoba (bhagaván), a že tento koncept je nejvyšší stupeň realizace Absolutní Pravdy. Třetí část zvaná Paramátma-sandarbha popisuje Boha jako všeprostupující Nadduši, čtvrtá část zvaná Kršna-sandarbha podává vysvětlení, že Kršna je Nejvyšší Bůh a zdroj všeho. Pátá část, Bhakti-sandarbha, popisuje jak vykonávat oddanou službu Bohu a poslední část zvaná Príti-sandarbha vysvětluje, že láska k Bohu (ke Kršnovi) je nejvyšší cíl života.
Dalšími významnými literárními díly Džívy Gósvámího jsou Gópála-čampú, které popisuje Kršnovy zábavy a Hari-námámrta-vjákarana což je kniha gramatiky. Džíva Gósvámí také napsal komentáře k Brahma-samhitě, k Bhakti-rasámrta-sindhu od Rúpy Gósvámího, k Udžvala-nílamani (také od Rúpy) a velice známý podrobný komentář ke Šrímad Bhágavatamu známý jako Krama Sandarbha. Podrobnější seznam jeho děl.
Džíva Gósvámí založil ve Vrindávanu slavný chrám Rádhá-Dámódara a po odchodu Rúpy a Sanátany Gósvámích se stal hlavním učitelem a vůdcem všech vaišnavů v Bengálsku.

## Šríla Gópála Bhatta Gósvámí
Šríla Gópála Bhatta Gósvámí (1503–1578) se narodil ve Šrírangamu jako syn Venkatty Bhatty. V roce 1511, když Šrí Čaitanja cestoval po jižní Indii zdržel se po čtyři měsíce v domě Venkatty Bhatty. Venkatta Bhatta i Gópála Bhatta tedy měli příležitost sloužit Mu. Gópalu Bhattu zasvětil jeho strýc Prabódhánanda Sarasvatí. Když Gópála Bhatta odešel do Vrindávanu, řekl Šrí Čaitanja Rúpovi a Sanátanovi Gósvámím, aby přijali Gópálu Bhattu jako svého mladšího bratra. Na pokyn Rúpy a Sanátany Gópála Bhatta instaloval ve Vrindávanu božstvo Rádhá-Ramana. Šríla Gópála Bhatta Gósvámí sestavil knihu zvanou Sat-krijá-sára-dípiká, napsal úvod k Šat-sandarbhám Džívy Gośvámího, jako redaktor redigoval Hari Bhakti Vilásu od Sanátany Gósvámího a také napsal komentář ke Kršna-karnámritě od Bilvamangala Thákura.

## Šríla Raghunátha Bhatta Gósvámí
Šríla Raghunátha Bhatta Gósvámí (1505–1579) se narodil ve východním Bengálsku v rodině vaišnavů. Jeho otec se jmenoval Tapana Mišra. Šrí Čaitanja občas chodíval do jejich domu na oběd. Při této návštěvě Raghunátha Bhatta masíroval Šrí Čaitanjovi nohy. Šrí Raghunátha Bhatta se stal znalcem sanskrtské gramatiky a řečnictví a měl prostudované Védy. Po studiích se v Džagannáth Purí znovu setkal se Šrí Čaitanjou Maháprabhuem. Po osm měsíců mu pravidelně sloužil a vařil mu. Potom se Raghunátha Bhatta znovu vrátil k rodičům. Po smrti rodičů znovu odešel do Džagannáth Purí, kde znovu sloužil osm měsíců Šrí Čaitanjovi. Šrí Čaitanja pak poslal Raghunáthu Bhattu do Vrindávanu, aby tam pod vedením Šríly Rúpy a Šríly Sanátany Gósvámích studoval Šrímad Bhágavatam a jinou védskou literaturu.

## Šríla Raghunátha Dása Gósvámí
Šríla Raghunátha Dása Gósvámí (1494–1571) se narodil jako syn Góvardhana Madžumadára ve Šrí Krišnapuru. Raghunátha Dása pocházel v bohaté vaišnavské rodiny. Jako malý chlapec měl možnost spatřit Haridáse Thákura a dostal od něho požehnání. Jeho duchovním učitelem byl Jadunandana Áčárja. Přestože byl ženatý, nebyl k majetku a manželce připoután. Jeho otec a strýc věděli, že chce opustit domov, tak najali 11 strážců, aby Raghunátha Dása nemohl utéct. Přesto se mu však podařilo utéct do Džagannáth Purí. Poprvé spatřil Šrí Čaitanju v Šántipuru. Po šestnáct let byl asistentem Šrí Svarúpy Dámódary, sekretáře Šrí Čaitanji. Po odchodu Šrí Čaitanji odešel do Vrindávanu, kde žil ve společnosti Šrí Rúpy a Sanátany Gósvámích. Ve Vrindávanu na břehu jezírka Rádhá-kund vykonával oddanou službu. Napsal tři knihy, nazvané Stava-málá (Stavávalí), Dána-čarita a Mukta-čarita. Dožil se vysokého věku. Byl hubený, a protože téměř nejedl, měl podlomené zdraví. Staral se jen o oddanou službu Kršnovi a zpívání Jeho svatých jmen. Omezil spánek a nakonec téměř vůbec nespal.